# Colegiul Tehnic Rădăuți
Colegiul Tehnic este un liceu din municipiul Rădăuți, județul Suceava.

## Istoric
Colegiul Tehnic își deschide prima filă de istorie ca fiind primul liceu particular de fete din Rădăuți la 28 noiembrie 1905. El a funcționat inițial într-o clădire situată pe Calea Prieteniei. După șapte ani, liceul a funcționat în clădirea Școlii Numărul 4 din Rădăuți, iar din anul 1962 activitatea didactică a liceului care purta titulatura de Liceul Numărul 2 Rădăuți s-a desfășurat în actuala clădire a Colegiului Tehnic Rădăuți.
În anii 1970 și-a schimbat titulatura în Liceul Industrial Numărul 1, apoi din anul 1992 s-a transformat în Grupul Școlar Rădăuți, iar din 2005 poartă numele de Colegiul Tehnic Rădăuți.

## Personalități
Dintre personalitățile care au învățat și s-au format aici, pot fi amintiți Matei Vișniec, dramaturg de recunoaștere mondială, jurnalist la secția română de la Radio France Internationale, Mihai Tatulici, scriitor, realizator și director de programe de televiziune, Lucia Olaru Nanati, scriitor, cercetător literar, Liviu Papuc, doctor în filologie, membru în Uniunea Scriitorilor, Valeriu Drăgușanu, regizor, profesor de teatru și film la Universitatea Națională de Artă Teatrală și Cinematografică „Ion Luca Caragiale” din București, Doina Cmeciu, profesor universitar doctor la Facultatea de Litere, decan la Universitatea din Bacău, cărora li se alătură încă o serie importantă de „nume mari” din țară și din străinătate.